# Đại học Công nghệ Zachodniopomorskie

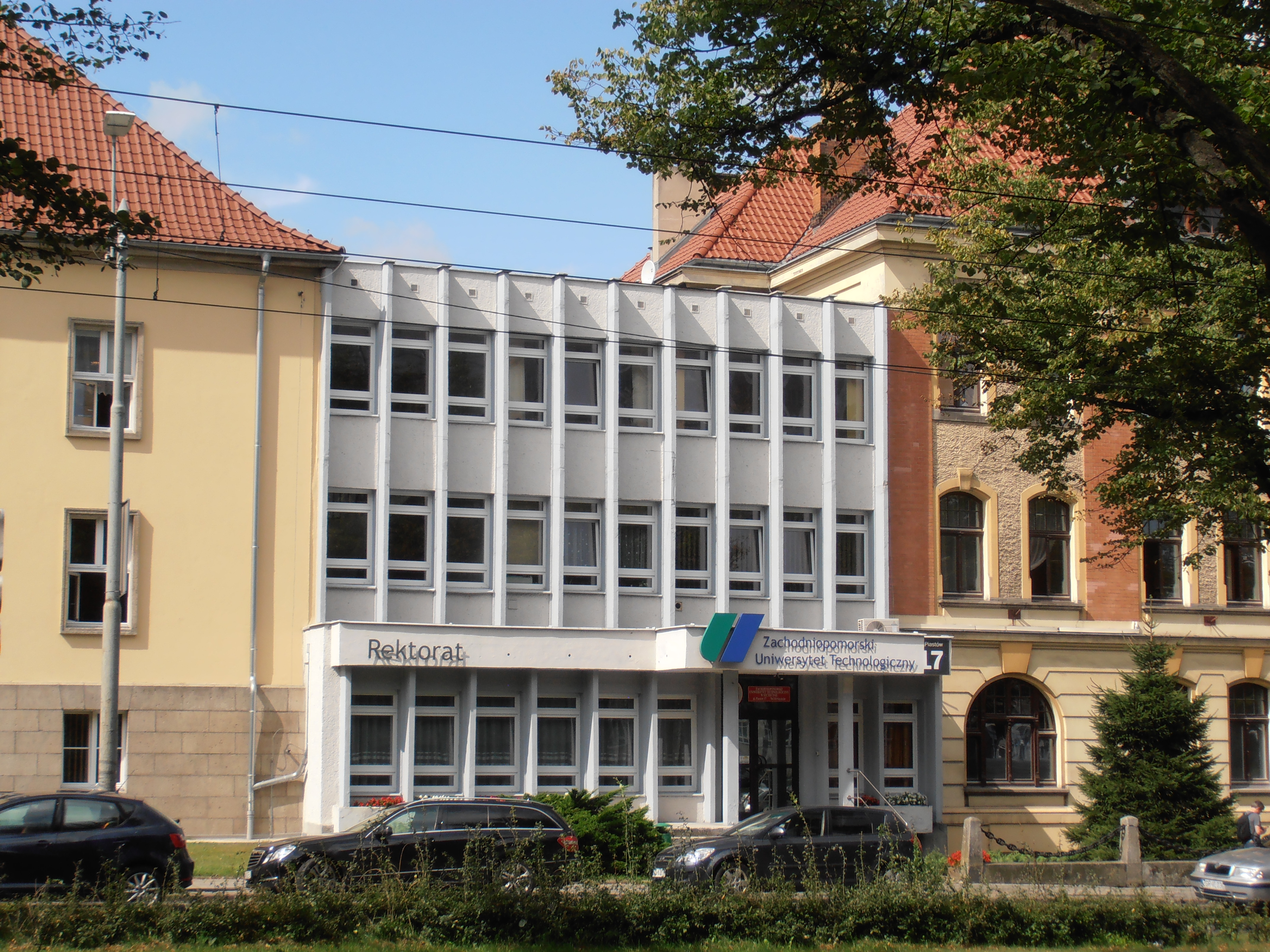
Văn phòng hiệu trưởng

Đại học Công nghệ West Pomeranian, Szczecin (tiếng Ba Lan: Zachodniopomorski Uniwersytet Technologiczny w Szczecinie, ZUT) là một trường đại học kỹ thuật ở Szczecin, Ba Lan. Trường đại học được thành lập vào ngày 1 tháng 1 năm 2009 tại Szczecin, từ sự hợp nhất của Đại học Nông nghiệp Szczecin và Đại học Công nghệ Szczecin. Hiệu trưởng đầu tiên của trường là Giáo sư Włodzimierz Kiernożycki. Trường có 10 khoa với 47 ngành học. Trường đại học sử dụng 2,3 nghìn nhân viên, và khoảng 15 nghìn sinh viên được giảng dạy trong hệ Đại học. Mục tiêu chính của hoạt động của Trường là giáo dục và thực hiện nghiên cứu khoa học trong lĩnh vực khoa học kỹ thuật, nông nghiệp, kinh tế, sinh học, hóa học và toán học.

## Lịch sử
Trường được thành lập vào ngày 1 tháng 1 năm 2009. Trước đây nó từng tồn tại như hai học viện: Đại học Công nghệ Szczecin (tiếng Ba Lan: Politechnika Szczecińska) và Đại học Nông nghiệp ở Szczecin (tiếng Ba Lan: Akademia Rolnicza w Szczecinie).

## Khoa
# Khoa Kỹ thuật Xây dựng và Kiến trúc (Wydział Budownictwa i Architektury), từ Đại học Công nghệ Szczecin:
- Kiến trúc và quy hoạch đô thị
- Công trình dân dụng
- Kỹ thuật Xây dựng - Kỹ sư Châu Âu
- Kỹ thuật môi trường
- Thiết kế

# Khoa Khoa học Máy tính và Công nghệ Thông tin (Wydział Informatyki), từ Đại học Công nghệ Szczecin:
- công nghệ thông tin
- Kỹ thuật số

# Khoa Kỹ thuật Điện (Wydział Elektryczny), từ Đại học Công nghệ Szczecin:
- Tự động hóa và Robotics
- Điện tử viễn thông
- Kỹ thuật điện
- CNTT & TT

# Khoa Cơ khí và Cơ điện tử (Wydział Inżynierii Mechanicznej i Mechatroniki), từ Đại học Công nghệ Szczecin:
- Năng lượng
- Kỹ thuật vật liệu
- Kỹ sư cơ khí
- Cơ điện tử
- Vận chuyển
- Kỹ thuật sản xuất và quản lý

# Khoa Kỹ thuật Hóa học (Wydział Technologii i Inżynierii Chemicznej), từ Đại học Công nghệ Szczecin:
- Hóa học
- Kỹ thuật hóa học và quá trình
- Công nghệ nano
- Bảo vệ môi trương
- Công nghệ hóa học
- Khoa học hàng hóa

# Khoa Công nghệ Hàng hải (Wydział Techniki Morskiej), từ Đại học Công nghệ Szczecin:
- Kỹ thuật bảo mật
- Kỹ thuật hàng hải
- Vận chuyển
- Xây dựng du thuyền
- Điện lạnh và điều hòa không khí

# Khoa Công nghệ sinh học và Chăn nuôi (Wydział Biotechnologii i Hodowli Zwierząt), từ Đại học Nông nghiệp Szczecin:
- Sinh học
- Công nghệ sinh học
- Kỹ thuật
- Tin sinh học - nghiên cứu liên định hướng

# Khoa Quản lý Môi trường và Nông nghiệp (Wydział Kształtowania rodowiska i Rolnictwa), từ Đại học Nông nghiệp Szczecin:
- Kiến trúc cảnh quan
- Quản lý chất thải và cải tạo các khu vực xuống cấp
- Kinh tế không gian
- Bảo vệ môi trương
- Làm vườn
- Nông nghiệp
- Công nghệ nông lâm nghiệp

# Khoa Khoa học Thực phẩm và Thủy sản (Wydział Nauk o ywności i Rybactwa), từ Đại học Nông nghiệp Szczecin:
- Ứng dụng vi sinh
- Khoa học thủy sản
- Công nghệ thực phẩm và dinh dưỡng của con người
- Khoa học hàng hóa
- Phân tích môi trường thực phẩm và nước - nghiên cứu liên định hướng
- Kỹ thuật môi trường nước và thực phẩm - nghiên cứu liên định hướng
- An toàn và chất lượng quản lý thực phẩm

# Khoa Kinh tế (Wydział Ekonomzny), từ Đại học Nông nghiệp ở Szczecin:
- Kinh tế
- Quản lý